# Złoty baran
Złoty baran (jap. 金のひつじ Kin no hitsuji) – manga autorstwa Kaori Ozaki, publikowana na łamach magazynu „Gekkan Afternoon” wydawnictwa Kōdansha od września 2017 do lutego 2019. Całość została zebrana w 3 tomach.
W Polsce prawa do dystrybucji nabyło wydawnictwo Waneko.

## Fabuła
Historia skupia się na Tsugu Miikurze, dziewczynie, która po latach wraca do rodzinnego miasta, licząc, że odnowi więzi z dawnymi przyjaciółmi: Sorą, Asari i Yūshinem. Jednak rzeczywistość okazuje się inna, gdyż każde z nich boryka się z własnymi problemami, a Tsugu szybko zdaje sobie sprawę, że zmiany, jakie przyniósł czas, są trudne do odwrócenia.

## Publikacja serii
Manga była publikowana w magazynie „Gekkan Afternoon” od 25 września 2017 do 25 lutego 2019. Wydawnictwo Kōdansha zebrało jej rozdziały w 3 tankōbonach, wydawanych od 23 marca 2018 do 23 kwietnia 2019.
22 listopada 2024 wydawnictwo Waneko ogłosiło wydanie mangi w Polsce, natomiast premiera pierwszego tomu odbyła się 17 stycznia 2025.
| Nr | Język japoński   | Język japoński         | Język polski     | Język polski           |
| Nr | Data wydania     | ISBN                   | Data wydania     | ISBN                   |
| -- | ---------------- | ---------------------- | ---------------- | ---------------------- |
| 1  | 23 marca 2018    | ISBN 978-4-06-511126-0 | 17 stycznia 2025 | ISBN 978-83-8242-998-5 |
| 2  | 21 września 2018 | ISBN 978-4-06-512769-8 | 17 marca 2025    | ISBN 978-83-8242-999-2 |
| 3  | 23 kwietnia 2019 | ISBN 978-4-06-515183-9 | 16 maja 2025     | ISBN 978-83-8242-973-2 |

## Odbiór
Złoty baran był jedną z dwunastu mang, które w 2021 roku znalazły się na liście 126 najlepszych powieści graficznych dla nastolatków sporządzonej przez Young Adult Library Services Association.